# Julie Ruin
Julie Ruin é a gravação independente de Kathleen Hanna, lançada em 1997 sob o pseudônimo de "Julie Ruin" - esta gravação independente de Kathleen Hanna foi feita durante um hiato de sua banda, o Bikini Kill.
O álbum aborda temas como feminismo, crochê, ginástica e resistência ao abuso policial. A artista o compôs, gravou e finalizou inteiramente sozinha, em seu próprio apartamento, em Olympia, Washington.
O projeto, underground e independente, é conhecido por ser uma gravação feita totalmente por Kathleen Hanna. Para poder tocá-lo ao vivo, ela contou com a colaboração de suas amigas Sadie Benning e Johanna Fateman. Mais tarde, esta banda tornou-se conhecida por Le Tigre.
Em dezembro de 2010, Kathleen Hanna e Kathi Wilcox - que havia sido a sua parceira no Bikini Kill -, tocaram este álbum ao vivo em Knitting Factory, no Brooklyn.

## Faixas
1. Radical or Pro-Parental (2:15)
2. V.G.I. (3:48)
3. A Place Called Won't Be There  (2:52)
4. Tania (2:41)
5. Aerobicide (2:54)
6. Apt. #5 (3:13)
7. My Morning Is Summer (3:15)
8. I Wanna Know What Love Is (3:36)
9. The Punk Singer (2:07)
10. On Language (2:06)
11. Crochet (2:01)
12. Interlude (0:51)
13. Stay Monkey  (2:56)
14. Breakout a Town (2:22)
15. Love Letter  (3:08)

## Competição de camiseta
Em 2010, Kathleen Hanna fez uma competição para a confecção de camisetas para o "Julie Ruin" em seu blog, e o vencedor foi Joshua Elowsky, que confeccionou uma camiseta com um microfone e um símbolo de Vênus.